# 吃豆子的人
《吃豆子的人》（意大利语： Mangiafagioli ）是意大利巴洛克画家安尼巴莱·卡拉奇的一幅布面油画。这幅画大约绘制于1583至 1584 年，现藏于罗马科隆纳宫的画廊中。 
这幅画与画家同时期的作品《肉铺》（现现藏于牛津）相似，都具有相同的流行风格。这幅画绘于博洛尼亚，是一幅相当逼真的静物画，很大程度上得益于佛兰德斯和荷兰。 
卡拉奇在描绘日常生活主题时，受到温琴佐·坎皮和巴托洛梅奥·帕萨罗蒂的的影响。卡拉奇拥有调整风格的能力，在处理像《吃豆子的人》这样的“低级”主题时，就可以变得“低级”，而在较具学术性的作品（如《圣母升天》）中，他也能够同样轻松地使用较古典的手法。